# Gustav Albrecht (Politiker, 1864)
Friedrich Wilhelm Kurt Gustav Albrecht (* 6. Januar 1864 in Oldenstadt; † 2. November 1963 ebenda) war ein deutscher Verwaltungsjurist, Landrat und Mitglied des Hannoverschen Provinziallandtages.

## Leben
Albrechts Eltern waren der gleichnamige Kreishauptmann Gustav Albrecht und seine Ehefrau Katharina geb. von Düring (1826–1874). Er studierte Rechtswissenschaft an der Eberhard Karls Universität Tübingen. Am 13. Dezember 1884 wurde er im Corps Suevia Tübingen recipiert. Er war bis 1866 aktiv und bewährte sich als Consenior und Senior. Später wurde er zum Ehrenmitglied des Corps gewählt. Von 1897 bis 1929 war er Landrat im Kreis Uelzen. Zudem war er von 1915 bis 1920 Mitglied des Hannoverschen Provinziallandtages, Wahlbezirk Uelzen. 1903 erwarb er den bei Bokel gelegenen Hof Günne.